# Sadowie (Sainte-Croix)
Pour les articles homonymes, voir Sadowie.
Sadowie est un village de la voïvodie de Sainte-Croix et du powiat d'Opatów. Il est le siège de la gmina de Sadowie et comptait 600 habitants en 2006.